# Бечой
Бечой (рум. Băcioi) — село в складі муніципію Кишинів в Молдові. Входить до складу сектора Ботаніка. Адміністративний центр однойменної комуни, до складу якої також входить села Стрейстень, Бреїла, Фрумушика.

## Історія
У 1861 р. в селі було 270 господарств та 1086 мешканців. У 2001 р. на території комуни мешкало 10 680 осіб.
У 1867 р. збудована церква Святих Арх. Михаїла та Гавриїла. Протягом всього часу, та навіть за часів радянської влади церква залишалася відкритою для прихожан. У 2007 р. почалися відновлювальні роботи фасаду храму, які завершилися у 2008 р.